# 베트남-중국 관계
베트남-중국 관계(영어: China–Vietnam relations, 중국어: 中越关系, 병음: Zhōng-Yuè Guān Xì, 베트남어: Quan hе Viet–Trung)는 2,000년 동안 광범위했으며, 베트남 북부 지방은 특히 역사적 시대에 중화권의 영향을 많이 받았다. 중화권과 사회주의 배경에도 불구하고, 현대 중국의 전임 제국에 의한 수세기에 걸친 정복과 현대의 긴장으로 인해 관계가 불안해졌다. 중국공산당(CCP)이 통치하는 중화인민공화국은 베트남전 당시 북베트남과 베트남 공산당(CPV)을 도왔고, 대만에 본부를 둔 중화민국은 남베트남과 동맹을 맺었다.
1975년 사이공이 함락되고 1976년 베트남이 통일되면서 양국 관계는 악화되기 시작했다. 베트남은 중국이 지지하고 집단 학살을 자행한 크메르 루즈를 캄보디아 권력에서 축출했다. 1979년 중국이 베트남을 침공하면서 중-베트남 전쟁이 시작됐다. 중국은 베트남의 역사적 유산 (민망 황제)으로부터 인도차이나에 대한 베트남의 지배를 인식한 반면, 베트남은 서쪽 국경과 접해 있는 베트남 친화적인 이웃 (라오스와 캄보디아)을 원했다.
중국과 베트남은 1979년부터 1990년까지 국경에서 장기간 국지전과 충돌을 벌였다. 양국은 1991년에 공식적으로 외교 관계를 정상화하였다. 이후 양국은 외교 및 경제 관계의 개선을 위해 노력해 왔으나, 남중국해에서의 정치적·영토적 문제를 두고 여전히 갈등을 빚고 있다. 중국과 베트남은 1,281km에 달하는 국경을 접하고 있으며, 현재와 미래의 안정을 위해 자제를 유지하려는 노력을 지속하고 있다. 양국의 정치 정당들은 여러 현안을 안고 있음에도 불구하고 이념적 유대 관계를 유지하고 있다.

## 역사
중국과 베트남은 오랜 역사적 관계를 맺어 왔으며, 베트남은 약 천 년에 걸쳐 중국의 속국으로 존재했던 시기도 있었다. 그 결과, 베트남은 문학, 학문, 가족 제도, 행정 체계, 관료 제도 등 다양한 분야에서 중국의 영향을 받았다.

### 초기 역사

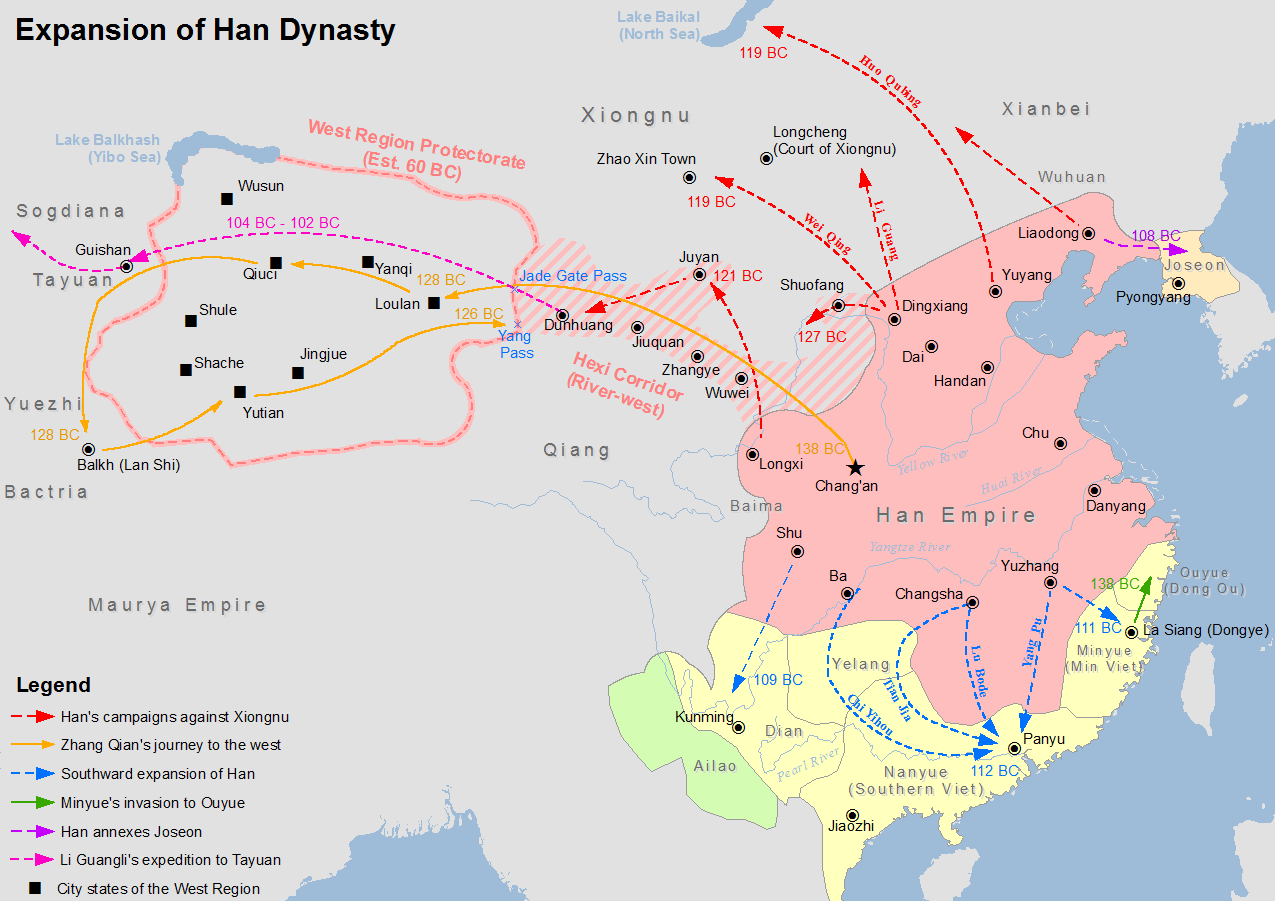
기원전 111년 북베트남 병합을 포함한 한나라의 남월 정복

중국과 베트남은 기원전 3세기 중국의 전국 시대와 베트남의 속 왕조 시기 (논란의 여지 있음)부터 접촉이 있었던 것으로, 15세기 베트남 사서인 《대월사기전서》에 기록되어 있다. 기원전 1세기부터 서기 15세기까지 베트남은 네 차례에 걸쳐 중국 제국의 지배를 받았으나, 938년 박당강 전투 이후 어느 정도의 독립을 성공적으로 쟁취하였다.
베트남의 고대 사서인 《대월사기전서》와 《감정월사통감강목》에 따르면, 안즈엉브엉 (본명은 촉판)은 중국 촉나라의 왕자로, 그의 성인 '촉'과 동일한 한자를 사용한다. 그는 진나라의 남방 침공 당시 부친의 명을 받아 먼저 현재 중국 남부의 광시 좡족 자치구와 윈난성을 탐사한 뒤, 현재의 베트남 북부 지역으로 민족을 이주시킨 것으로 전해진다.

### 제국 시대
베트남은 900년대 초 당나라의 붕괴 이후 독립하였다. 이후 약 800년 동안 중국과 베트남 간의 국경은 대체로 안정적이었으며, 이 기간 동안 중국이 국경을 침범한 사례는 한 차례뿐이었다.
중국은 쩐 왕조 (1225년~1400년)를 베트남의 통치자로 책봉하였다. 1390년대에 접어들며 쩐 왕조의 통치는 약화되었고, 1400년 호꾸이리가 쩐 왕을 폐위하고 스스로 새 왕조의 창건을 선포하였다. 쩐 왕조는 명나라에 개입을 요청하였고, 명나라는 쩐 왕조 복위를 명분으로 군대와 사신을 파견하여 호꾸이리를 신속히 격파하였다. 이후 명나라는 쩐 왕조가 혼란에 빠졌다고 판단하고 베트남을 자국의 영토로 재편입하였다. 이후 명나라 황제들은 다시 베트남의 군주를 인정하고 조공 체제로 복원하였다.

### 냉전

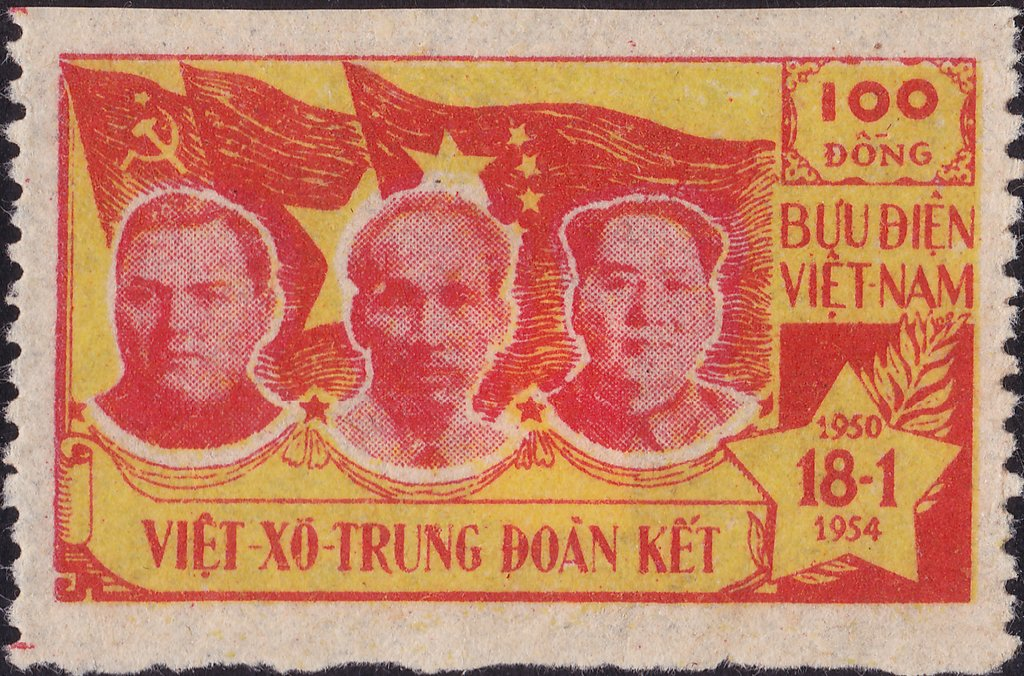
1954년 베트남 지도자 호찌민과 중국 지도자 마오쩌둥, 소련 지도자 게오르기 말렌코프가 함께 등장한 우표

제2차 세계 대전 종전 이후, 유엔의 위임에 따라 약 20만 명의 중국군이 장제스의 지시에 따라 루한 장군의 지휘 하에 인도차이나 반도 북위 16도선 이북 지역에 파견되어 일본군의 항복을 접수하였다. 이들 중국군은 1946년까지 인도차이나에 주둔하였다. 중국 측은 중국국민당의 베트남 버전이라 할 수 있는 베트남 국민당을 활용하여 인도차이나 내 영향력을 확대하고 자국의 정치적 입장을 강화하였다. 그럼에도 불구하고, 중국 점령군은 남부 지역의 영국군 점령 당국보다 호찌민이 이끄는 베트남 민주공화국에 더 많은 영향력을 부여하였다. 장제스는 프랑스에 전쟁을 위협하며 호찌민과의 협상을 강제하였고, 1946년 2월, 프랑스로 하여금 자국 내 프랑스 조계의 모든 권리를 포기하고 치외법권을 철회하도록 함으로써 중국군의 북부 인도차이나 철수 및 프랑스군의 재진주를 허용하는 조건을 끌어냈다.

#### 베트남 전쟁
소련과 함께, 중국은 인도차이나 전쟁 기간 동안 북베트남의 중요한 전략적 동맹국이었다. 중국 공산당은 공산주의 북베트남이 제국주의 프랑스 식민제국, 자본주의 남베트남, 그들의 동맹국인 미국, 그리고 기타 반공 세력들을 무찌를 수 있도록 무기, 군사 훈련, 필수 보급품을 제공했다(1949년~1975년). 1949년 12월, 마오쩌둥이 소련을 방문했을 때, 이오시프 스탈린은 제1차 인도차이나 전쟁에서 프랑스를 상대로 베트남 공산주의자들을 지원하는 데 협력해줄 것을 요청했다. 마오쩌둥은 스탈린의 "세계적인 공산주의 혁명" 구상을 받아들였고, "국제적 책임"을 공유하며 베트남 공산주의자들을 지원하기로 동의했다. 마오쩌둥이 중국으로 돌아간 이후, 중국은 베트남에 군사 고문단과 군사 원조를 보내기 시작했다. 1950년 1월, 중국은 하노이 정부와 외교 관계를 수립했고, 양국 관계의 기반은 당 대 당 관계에서 국가 대 국가 관계로 전환되었다.
1964년부터 1969년 사이, 중국은 주로 대공부대 소속으로 구성된 30만 명 이상의 병력을 베트남에 파병한 것으로 알려져 있다. 그러나 베트남 공산주의자들은 중국이 베트남에 대한 영향력을 확대하려 한다는 인식에 여전히 의심의 눈초리를 거두지 않았다.
1954년 제1차 인도차이나 전쟁을 종식시키기 위한 제네바 회담에서, 중국의 저우언라이 총리는 베트민 대표단에게 제17도선에서의 분단을 수용할 것을 촉구했으며, 이는 배신으로 간주되었다.
1960년, 중국은 베트남의 베트콩을 최초로 승인한 국가가 되었다. 호치민과 마오쩌둥은 양국 관계를 자주 "동지 그 이상으로 형제"라고 표현했다. 1963년, 류사오치는 양국 관계의 강인함에 대해 "우리의 우정은 유구한 역사를 가지고 있습니다. 이는 혁명의 폭풍 속에서 단련된 전투적인 우정이며, 프롤레타리아 국제주의적 성격을 지닌 위대한 계급적 우정이자, 결코 파괴될 수 없는 우정입니다."라고 칭찬했다.
1960년대 중소 분쟁 시기, 베트남은 이념적 전장이 되었다. 1964년 통킹만 사건 이후, 중국 공산당의 고위 지도자였던 덩샤오핑은 북베트남이 모든 소련의 원조를 거부할 경우, 군사 및 경제 원조로 10억 위안을 비밀리에 제공하겠다고 약속했다.

#### 1970년대
1970년대 중반까지 중국과 베트남 간의 관계는 긴장 상태에 놓이게 되었다. 양국 간의 긴장은 여러 사안과 관련하여 심화되었으며, 여기에는 중소 분쟁 시기에 베트남이 소련 측을 지지한 것, 베트남의 캄보디아 침공, 베트남 내 화교에 대한 차별 및 박해, 국경 분쟁 등이 포함되었다.
1970년대에 베트남 정부가 호아족 (중국계 베트남인)을 탄압하면서 긴장이 고조되었다. 1976년 2월, 베트남은 남부에서 등록 프로그램을 시행했다. 베트남 내 호아족은 베트남 시민권을 취득하거나 나라를 떠나야 했다. 1977년 초, 베트남은 국경 지역에서 중국 국경 주민들을 중국 측으로 돌려보내기 위해 정화 정책이라고 설명한 정책을 시행했다. 1978년 3월에 또 다른 차별 정책이 도입된 이후, 많은 수의 호아족이 베트남을 탈출해 남중국으로 도망쳤다. 중국과 베트남은 베트남 내 호아족에 대한 처우 문제를 협상하려 했지만, 이 협상은 문제를 해결하지 못했다.

#### 1979~1990년 베트남-중국 갈등
베트남은 소련과 우호 조약을 체결하고 광범위한 상업 및 군사 관계를 구축하였다.
1979년 2월 17일, 중국 인민해방군은 베트남 국경을 넘어 침공하였으나, 2주간의 작전으로 북부 베트남을 황폐화시키고 잠시 수도 하노이를 위협한 뒤, 3월 5일 철수하였다. 양측은 수천 명의 사상자를 내며 비교적 큰 피해를 입었다. 이후 1979년 12월 평화 회담이 결렬되었고, 중국과 베트남은 국경 일대에 대규모 병력 증강을 시작하였다. 베트남은 국경 지역의 마을과 군구를 요새화하고 최대 60만 명의 병력을 주둔시켰으며, 중국은 자국 측 국경에 40만 명의 병력을 배치하였다. 1980년대 내내 국경에서는 산발적인 교전이 이어졌으며, 중국은 베트남의 캄보디아 철수를 압박하기 위해 추가 공격을 경고하기도 했다.

### 1990년~현재

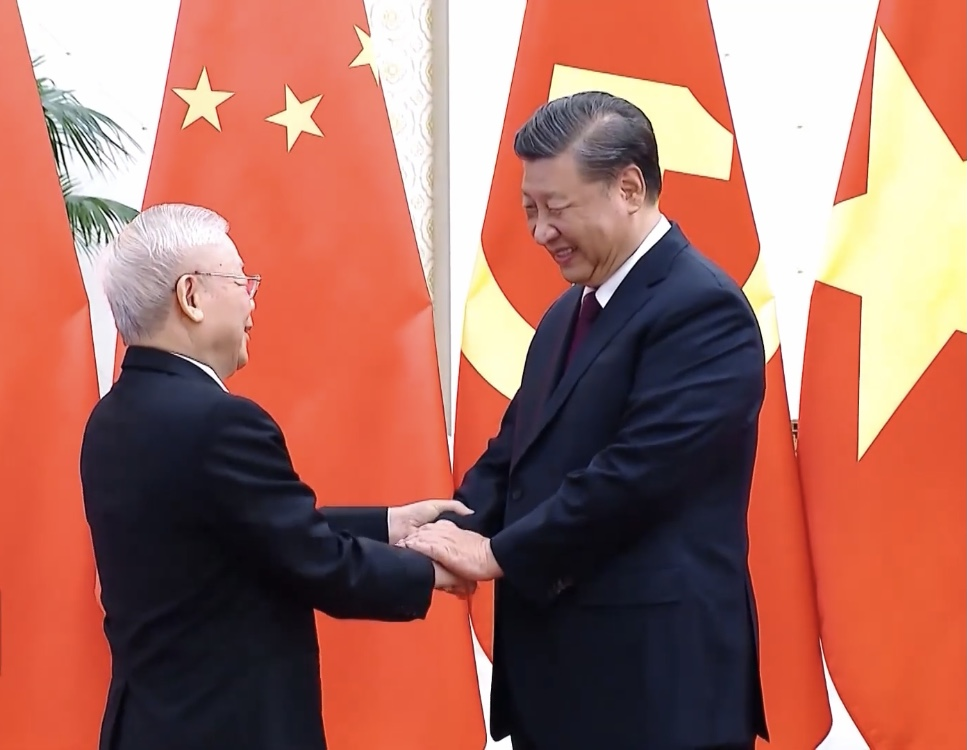
2022년 11월, 베트남의 총서기 응우옌푸쫑과 중국의 총서기 시진핑

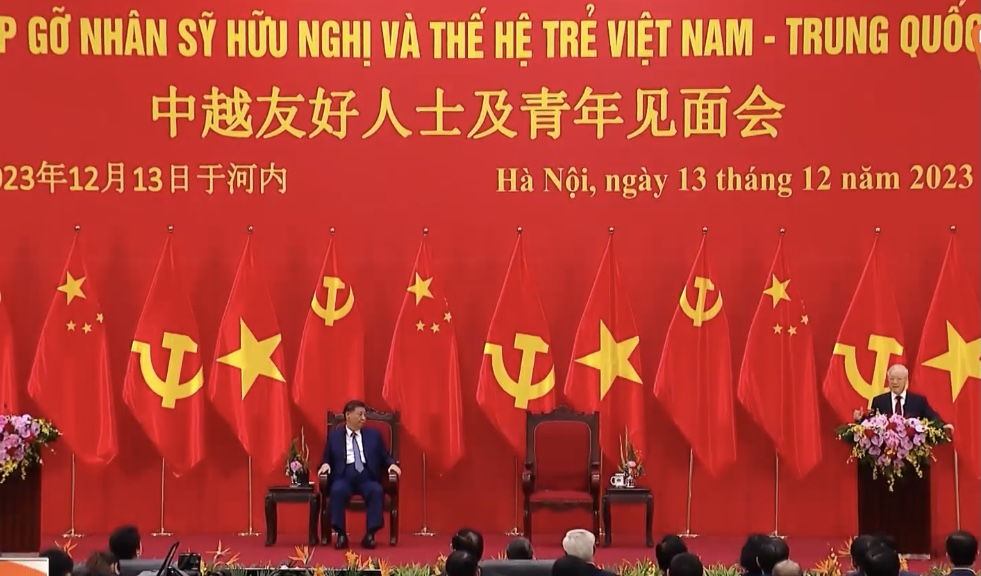
2023년 12월, 응우옌푸쫑 총서기와 시진핑 총서기 간의 공식 회담

1991년 소련의 해체와 1990년 베트남의 캄보디아 철수 이후, 베트남과 중국 관계는 점차 개선되기 시작하였다. 양국은 1990년 9월, 청두에서 비밀 정상회담을 열고 관계 정상화를 계획하였으며, 1991년 11월 5일, 공식적으로 외교 관계를 정상화하였다. 1991년 이후 양국의 지도자 및 고위 당국자들은 상호 방문을 이어오고 있다. 베트남과 중국은 1991년 이후의 캄보디아 정부를 상호 인정하고 지지하였으며, 세계무역기구(WTO) 가입을 위한 상호 지지를 표명하였다.
현대 외교 체계에서 중국과 베트남은 정기적으로 16자 방침과 4호 정신을 언급한다. 16자 방침에는 "우호적인 이웃, 포괄적인 협력, 장기적인 안정, 미래지향적 사고"와 같은 원칙들이 포함되어 있다. 4호 정신은 "좋은 이웃, 좋은 친구, 좋은 동지, 좋은 파트너"이다.
두 나라 간의 접경 무역을 발전시키기 위한 노력의 일환으로, 1993년 중국 인민해방군 병사들은 국경 일대에서 대규모 지뢰 제거 작전을 시작하였다.
1999년, 베트남 공산당 총서기 레카피에우는 베이징을 방문하여 중국 공산당 총서기 장쩌민을 만났고, 양국 관계 개선을 위한 공동의 16자 방침을 발표했다. 2000년에는 전면적 협력을 위한 공동성명이 발표되었다. 2000년, 베트남과 중국은 오랜 기간 지속되어 온 육상 국경 및 통킹만에서의 해양 권리에 대한 분쟁을 성공적으로 해결하였으며, 우의관 주변 영토의 중국 양도를 포함하고 있었다. 피에우는 중국의 잠재적인 반응을 우려하여 베트남이 미국과 체결하는 최초의 양자 무역 협정의 서명을 연기했다.
2002년 중국과 ASEAN 간의 공동 합의는 평화적 해결 과정과 무력 충돌에 대한 보장을 규정하였다. 2002년 장쩌민은 베트남을 공식 방문하여 무역 및 협력 확대와 미해결 분쟁 해결을 위한 여러 합의에 서명하였다.
중국과 베트남은 2008년 포괄적 전략적 동반자 관계를 체결하였다. 2009년 양국은 과학기술 협력에 관한 의정서에 서명하였다. 2009년 11월, 양국은 육지 국경에 대한 경계획정 협정에 서명하였다.
2015년 12월 1일, 베트남과 중국은 국경 표지 문제를 해결하고 국경 표지의 보호 및 관리 협력을 강화하기 위한 협정에 서명하였다.

## 같이 보기
- 중국의 역사
- 베트남의 역사
- 중국화 (문화)
- 반중 감정
- 베트남-중국 국경
- 호아족